# Navroʻz Joʻraqobilov
Navroʻz Joʻraqobilov (también escrito como Navruz Jurakobilov; 17 de marzo de 1984) es un deportista uzbeko que compitió en judo.
Ganó una medalla de bronce en el Campeonato Mundial de Judo de 2011, y una medalla de bronce en el Campeonato Asiático de Judo de 2012. En los Juegos Asiáticos de 2010 consiguió una medalla de bronce.

## Palmarés internacional
| Campeonato Mundial  | Campeonato Mundial   | Campeonato Mundial | Campeonato Mundial |
| Año                 | Lugar                | Medalla            | Categoría          |
| ------------------- | -------------------- | ------------------ | ------------------ |
| 2011                | París (Francia)      | Medalla de bronce  | –73 kg             |
| Juegos Asiáticos    |                      |                    |                    |
| Año                 | Lugar                | Medalla            | Categoría          |
| 2010                | Cantón (China)       | Medalla de bronce  | –73 kg             |
| Campeonato Asiático |                      |                    |                    |
| Año                 | Lugar                | Medalla            | Categoría          |
| 2012                | Taskent (Uzbekistán) | Medalla de bronce  | –73 kg             |